# X-Fusion
X-Fusion est un groupe allemand d'electro, originaire de Rhénanie-du-Nord-Westphalie.

## Histoire
En 1988, Jan Loamfield commence à produire de la musique sur un Commodore 64, en combinaison avec des séquences d'orgue, avant de s'équiper des morceaux plus performants. En 1991, il sort sa première démo, Syndromic Noise. Cette cassette audio et les suivantes sont généralement classées dans la catégorie « hard trance ». Loamfield commence bientôt à se produire en direct dans des soirées techno. Sa musique devient alors plus sombre et évolue vers l'aggrotech ou dark electro. En 2003, il est signé par le label discographique indépendant Dark Dimensions/Scanner, ce qui marque le début du projet X-Fusion.
Loamfield utilise plusieurs éléments néo-classiques/orchestraux gothiques dans ses derniers albums, mélangeant l'industriel, l'aggrotech/hellektro et le rock gothique, la dark wave.
L'album Beyond the Pale, sorti en 2004, atteint la 6e place des Deutsche Alternative Charts, et l'album Rotten to the Core, sorti en 2007, atteint la 16e place de l'année. En 2008, Vast Abysm atteint la 2e place, tout comme Ultima Ratio en 2009.

## Noisuf-X

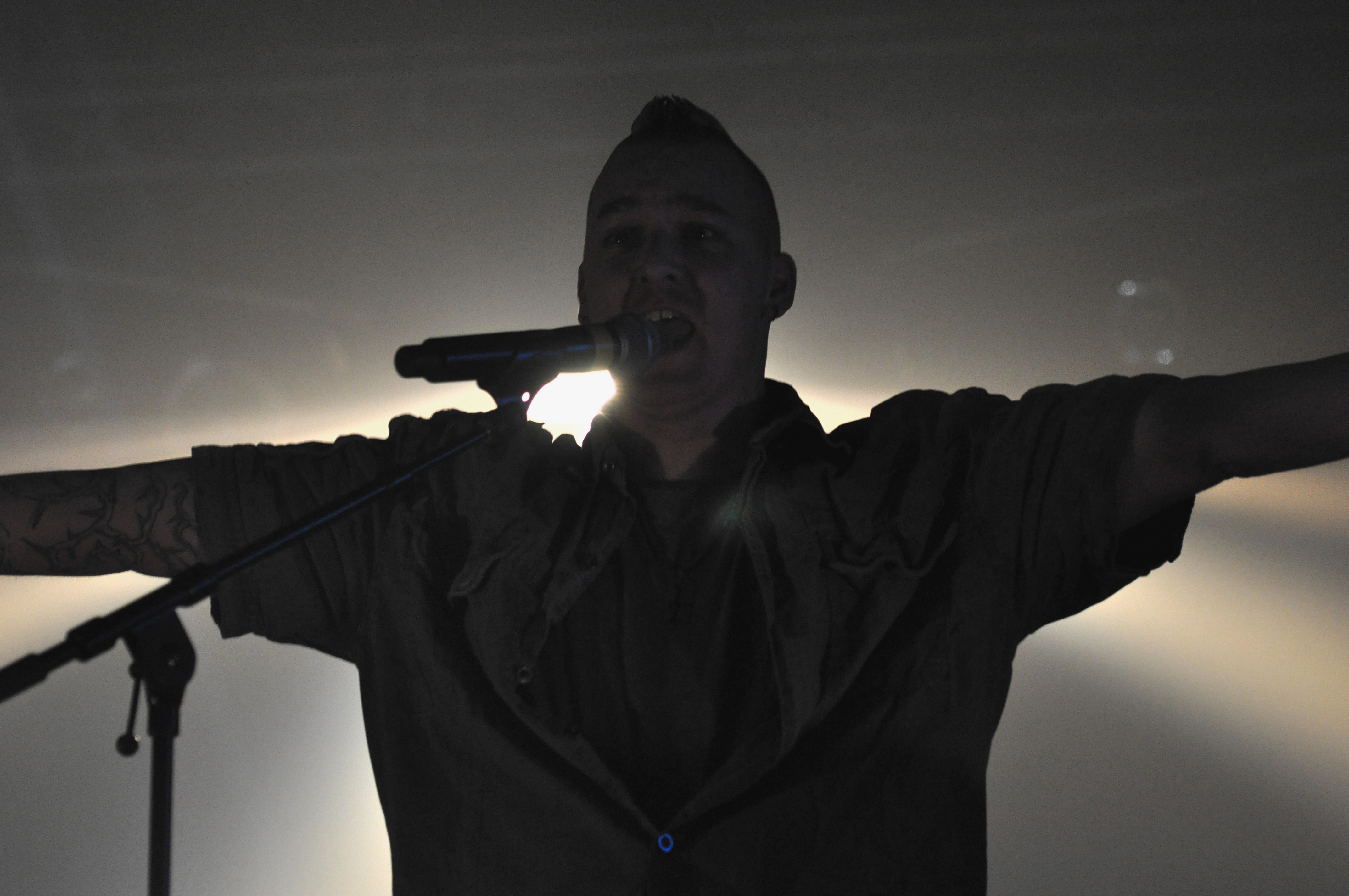
Jan L avec Noisuf-X au festival E-tropolis 2013, à Berlin.

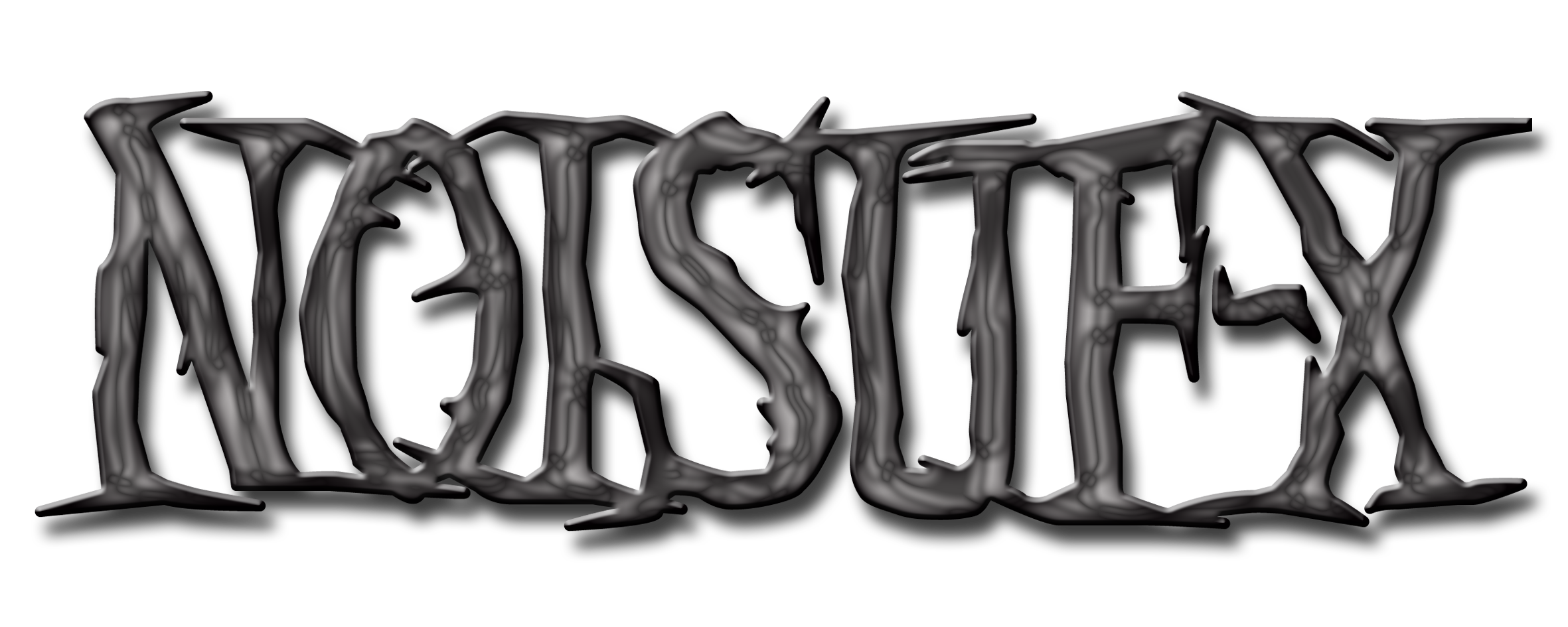
Logo de Noisuf-X.

Noisuf-X est le projet parallèle de X-Fusion lancé en 2005, identifié comme du power noise, avec quelques influences techno-industrielles et TBM. Noisuf-X compte 12 albums. L'album Tinnitus culmine à la troisième place des Deutschen Alternative-Charts (DAC) et s'est classé à la 36e place du DAC Top Albums de 2006. 

## Discographie

### Albums
- 2001 : Evillive (démo)
- 2002 : Blackout (EP démo)
- 2003 : Dial D for Demons
- 2004 : Beyond the Pale
- 2005 : Demons of Hate (édition limitée 2CD)
- 2007 : Rotten to the Core (coffret 3CD)
- 2008 : Vast Abysm
- 2009 : Ultima Ratio (édition limitée 2CD)
- 2011 : Thorn in My Flesh (édition limitée)
- 2013 : What Remains Is Black

### Remixes
- 2002 : Grenzfall: Mensch – Schwarzes Licht
- 2003 : Infektion – Human Nature
- 2004 : Controlled Collapse – Guidance
- 2004 : Schattenschlag – Deine Augen
- 2005 : Run Level Zero – Under the Gun
- 2005 : The Eternal Afflict – The Riot in Cellblock 666
- 2005 : Silent Assault – Freak Like Me
- 2006 : Solitary Experiments – Pale Candle Light
- 2006 : CalmZar – Not Alone
- 2006 : Inure – Subversive
- 2006 : Minerve – Numb
- 2006 : Unter Null – Destroy Me
- 2006 : XotoX – Dunkelheit
- 2007 : Wynardtage – Praise the Fallen
- 2007 : Aseptie – The Cage
- 2007 : Essexx – Outside
- 2007 : Grendel – Hate This
- 2007 : Reaxxion Guerilla – Sacrifice
- 2007 : Suicide Commando – Cause of Death: Suicide
- 2008 : LSD Project – Infection
- 2008 : Wynardtage – Tragic Hero
- 2008 : Hardwire – Snuff Machine
- 2009 : LSD Project – Infection
- 2009 : Xuberx – Ingression
- 2010 : In Strict Confidence – Silver Bullets
- 2011 : Reaxion Guerrilla – Sacrifice
- 2011 : Cygnosic – Fallen
- 2012 : Dawn of Ashes – Hollywood Made in Gehenna

### Compilations
- Cryonica Tanz V.4
- deCODEr v2.0
- Endzeit Bunkertracks: Act I
- Endzeit Bunkertracks: Act II
- Endzeit Bunkertracks: Act III
- Endzeit Bunkertracks: Act IV
- Endzeit Bunkertracks: Act V
- Noise Terror Vol. 2 (World Wide Electronics)

### Sous Noisuf-X
- 2005 : Antipode
- 2006 : Tinnitus (EP)
- 2007 : The Beauty of Destruction
- 2009 : Voodoo Ritual
- 2010 : Excessive Exposure
- 2011 : Dead End District
- 2013 : Warning
- 2014 : Invasion
- 2015 : 10 Years of Riot (2CD)
- 2016 : Kicksome[b]ass
- 2017 : Banzai
- 2018 : Invader